# Ayasa Itō
Ayasa Itō (japanisch 伊藤 彩沙 Itō Ayasa, * am 17. August 1996 in der Präfektur Kyōto) ist eine japanische Seiyū.

## Werdegang
Erste Erfahrungen als Synchronsprecherin sammelte Ayasa Itō während ihrer Zeit an der Mittelschule, als sie für NHK einige Dubs einsprach und dafür Lob erhielt. Dies war ausschlaggebend, dass Itō nach der Schule als Seiyū arbeiten wollte.
Im Jahr 2013 nahm Itō an einem Casting für das Multimedia-Projekt Tantei Opera Milky Holmes teil. Anders als ihre heutige Kollegin Rimi Nishimoto, die ebenfalls an dem Auswahlverfahren teilnahm, konnte sie sich dort durchsetzen und erhielt die Rolle der Alice Myojingawa. Außerdem wurde sie Teil des Synchronsprecher-Sextetts Milky Holmes Sisters.
Im April 2015 wurde sie Mitglied der Gruppe Poppin’Party, einer Band aus dem Franchise BanG Dream! des Unternehmens Bushiroad. Sie schlüpft dort in die Rolle der Keyboarderin Arisa Ishigaya und leiht ihr in der Anime-Fernsehserie sowie in dem Handyspiel BanG Dream! Girls Band Party! ihre Stimme. Als sie im Jahr 2015 zu Poppin’Party stieß, hatte sie am wenigsten musikalische Erfahrung; in der Grundschule lernte sie Piano zu spielen.
Ayasa Itō hat des Weiteren Rollen in den Serien Cardfight!! Vanguard G, Revue Starlight, Yatogame-chan Kansatsu Nikki, Outbreak Company: Moeru Shinryakusha und Mewkledreamy.
Für das Videospiel Megami Meguri des Unternehmens Capcom, in der sie ebenfalls eine Sprechrolle hatte, sang sie zudem das Titellied Sightseeing, welches eine Notierung in den japanischen Singlecharts erreichte.

## Diskografie
- → Hauptartikel: BanG Dream!/Diskografie#Poppin’Party

## Sprechrollen

### Anime (Auswahl)
- 2013–2016: Tantei Opera Milky Holmes als Alice Myojingawa[8][9]
- 2013: Outbreak Company: Moeru Shinryakusha[10]
- 2014–2016: Cardfight!! Vanguard als Saya Yatomi[10]
- seit 2017: BanG Dream! als Arisa Ishigaya
- 2018: Revue Starlight als Kaoruko Hanayagi[11]
- 2020: Yatogame-chan Kansatsu Nikki als Nao Koshiyasu[12]
- 2020: Mewkledreamy als Maira Tsukishima[13]
- 2020: Gochūmon wa Usagi Desu ka? BLOOM als Miki[14]
- 2021: Taisho Otome Fairy Tale als Kotori Shiratori

### Videospiele
- 2016: Megami Meguri als Tsukumo[15]
- 2017: BanG Dream! Girls Band Party! als Arisa Ishigiya[16]
- Valiant Knights als Juli Rosenheim[16]
- 2020: Arknights als Beanstalks